# سكوت باترسون (لاعب كرة قدم)
سكوت باترسون (بالإنجليزية: Scott Paterson)‏ هو لاعب كرة قدم بريطاني في مركز الدفاع، ولد في 13 مايو 1972 في أبردين في المملكة المتحدة. لعب مع دندي يونايتد وسانت جونستون وكارديف سيتي وكامبريدج يونايتد ونادي بارتيك ثيسل ونادي بريستول سيتي ونادي بليموث أرجايل ونادي روس كاونتي ونادي غرينوك مورتون ونادي كارلايل يونايتد ونادي ليفربول.

## وصلات خارجية
- سكوت باترسون (لاعب كرة قدم) على موقع قاعدة بيانات كرة القدم.إي يو (الإنجليزية)
- سكوت باترسون (لاعب كرة قدم) على موقع Soccerbase.com (لاعب) (الإنجليزية)
- سكوت باترسون (لاعب كرة قدم) على موقع اتحاد ألعاب الكومنولث (مؤرشف) (الإنجليزية)